# Kobsar (Musiker)

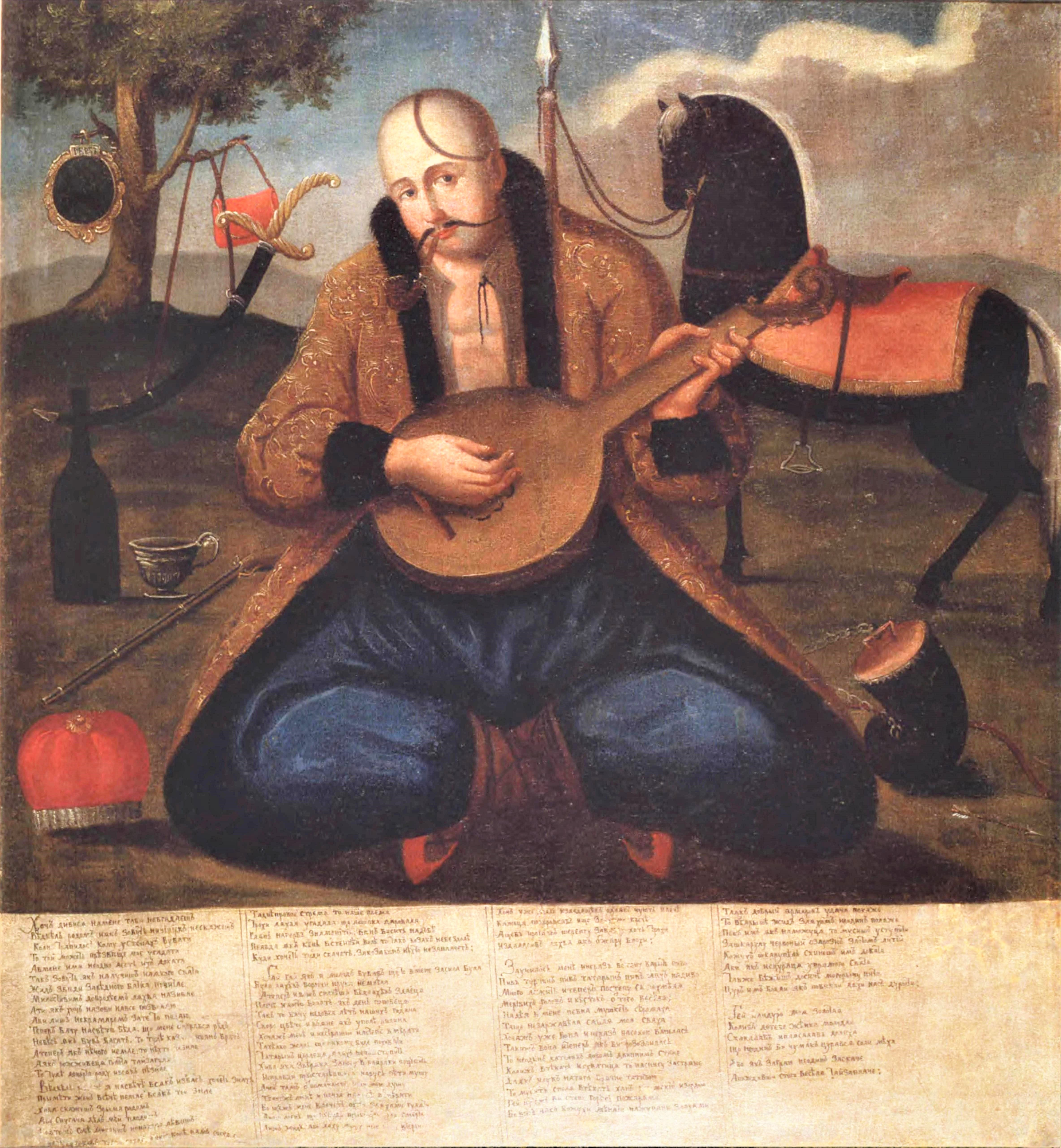
Kosak Mamaj mit Kobsa, Anfang 19. Jahrhundert, Öl auf Leinwand im Nationalen Kunstmuseum der Ukraine

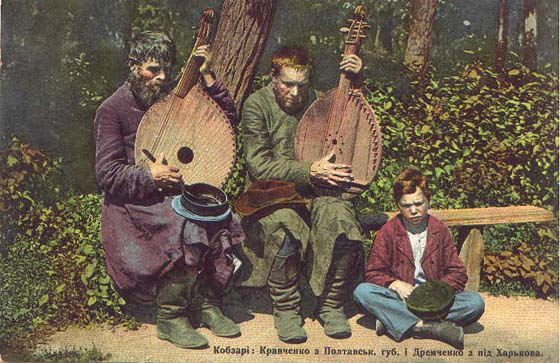
Kobsari aus dem Gouvernement Poltawa und Charkow, 1902

Der Kobsar (ukrainisch Кобзар) ist ein ukrainischer Volkssänger und Musiker des epischen Genres, der seinen Gesang in der Regel auf einem von drei Instrumenten: Kobsa, Bandura oder Drehleier begleitet. Kobsare waren Schöpfer, Bewahrer und Sender der epischen Tradition in Form von historischen Liedern, Gedanken (melodische Rezitative in variablen Formen), religiösen Gesängen, moralisierenden Liedern sowie Märchen und Legenden. Andere Bezeichnungen für den Kobsar sind Leier- oder Banduraspieler.
Die Motive der Kobsaren liegen im Geist des ukrainischen Volkes, den Grundlagen der christlichen Moral und in Gesellschaft und Alltag.